# 마지막 영화관
《마지막 영화관》(영어: The Last Picture Show)은 미국에서 제작된 피터 보그다너비치 감독의 1971년 성장 드라마 영화이다. 티머시 보텀스 등이 출연하였고, 스티븐 J. 프리드먼 등이 제작에 참여하였다.
1972년 제44회 아카데미상에서 작품상, 감독상 등 총 6개 부문에 후보로 올랐으며 그중 남우 조연상(벤 존슨)과 여우 조연상(클로리스 리치먼)을 수상하였다.

## 줄거리
1951년, 소니 크로퍼드와 듀안 잭슨은 텍사스주 애너린의 작은 석유 마을에서 고등학교 졸업반이자 가장 친한 친구이다. 듀안은 마을에서 가장 예쁘고 부유한 부모를 둔 재시 패로우와 사귀고 있다. 소니는 재시를 비밀리에 짝사랑하여 여자친구와 헤어진다.
크리스마스 무도회에서 재시는 레스터 말로우에게 부유한 젊은 남자이자 듀안보다 더 나은 가능성을 가진 것으로 보이는 바비 쉰의 집에서 열리는 스키니 디핑 풀 파티에 초대받는다. 무도회에서 소니는 자신의 고등학교 코치의 우울한 중년 아내인 루스 포퍼에게 키스한다.
듀안과 소니를 포함한 친구들은 그들의 젊고 정신 지체인 친구 빌리를 데리고 매춘부에게 가서 동정을 잃게 한다. 그를 집에 데려다 줄 때, 지역 사업가 샘 "더 라이언"은 애너린의 메인 스트리트를 습관적으로 청소하는 빌리에 대한 그들의 대우에 분노한다. 그는 그 그룹이 자신의 사업체, 즉 마을의 유일한 오락 시설인 당구장, 영화관, 카페에 들어가는 것을 금지한다. 나중에 샘이 소니가 빌리와 웨이트리스 제네비브를 카페에서 방문하는 것을 발견하자, 소니는 사과하고 샘은 그에게 부과했던 금지령을 해제한다.
바비는 재시에게 접근하지만, 그녀가 처녀이기 때문에 그녀와 섹스하는 것을 거부한다. 새해 전야 주말에 듀안과 소니는 충동적으로 멕시코로 차를 몰고 간다. 떠나기 전에 향수에 젖은 샘은 그들이 즐거운 시간을 보내도록 여분의 돈을 준다. 월요일 아침에 숙취에 지쳐 돌아온 소년들은 샘이 전날 갑자기 뇌졸중으로 사망했다는 것을 알게 된다. 샘은 유언으로 소니에게 당구장을 남긴다.
재시는 바비의 방탕한 무리에 받아들여지기 위해 듀안을 모텔 방으로 초대하여 섹스를 하려 한다. 그는 발기할 수 없었고, 그녀는 그를 꾸짖는다. 나중에 그들은 다시 시도하고 듀안

## 출연진
- 티머시 보텀스
- 제프 브리지스
- 시빌 셰퍼드
- 벤 존슨
- 클로리스 리치먼
- 엘런 버스틴
- 아일린 브레넌
- 클루 굴러거
- 샘 보텀스
- 랜디 퀘이드
- 게리 브로켓
- 샤론 태거트
- 빌 서먼
- 조 헤스콕
- 존 힐러먼
- 프랭크 마셜

## 기타 제작진
- 협력 제작: 해럴드 슈나이더
- 배역: 로스 브라운
- 미술: 폴리 플랫
- 의상: 낸시 매카들, 미키 셔라드